# 1648 en France
Chronologie de la France
- 1644
- 1645
- 1646
- 1647
- 1648
- 1649
- 1650
- 1651
- 1652

Cette page concerne l’année 1648 du calendrier grégorien.

## Événements

### Janvier
- 1er janvier : le roi « se laisse voir avec son visage bouffi et encore tout rouge de la petite vérole » (Dubuisson-Aubenay)[1].
- 2 janvier : conseil de guerre et d’État devant la reine, on rappelle Longueville de Münster[2].
- 7 janvier : révolte de huit cents marchands de Paris contre le rachat[3].
- 11 janvier : agitations antifiscales à Paris, les contribuables refusent et se rendent en famille au Palais de Justice[4]. Ils crient : « « Main-levée, main-levée » Parfois aussi, « Naples ! » ». Le fils d’Emery, le président de Thoré (Particelli d’Émery, sieur de Thoré), est injurié et molesté.
- 15 janvier : lit de justice du gouvernement instituant de nouvelles taxes et créant douze nouveaux offices de maîtres des requêtes. Le Parlement de Paris riposte par des remontrances prudentes[5]. L’avocat général Omer Talon, c’est d’ailleurs lui qui le dit, « prononce des paroles dont on remarque la hardiesse » : « vous êtes, Sire, notre souverain seigneur ; la puissance de Votre Majesté vient d’en haut, laquelle ne doit compte de ses actions, après Dieu, qu’à sa conscience ; mais, il importe à sa gloire que nous soyons des hommes libres et non pas des esclaves ; la grandeur de son État et la dignité de sa couronne se mesurent par la qualité de ceux qui obéissent » […] « Le roi a le commandement sur des hommes de cœur, sur des âmes libres et non pas sur des forçats qui obéissent par contrainte, qui craignent la main du comite [nom de l’officier des galères qui surveille les forçats], et maudissent tous les jours l’autorité qu’ils respectent… »[6].
- 16 janvier : le Parlement annule le lit de justice[5]. Le Grand Conseil, la Chambre des comptes, la Cour des aides lui apportent leur soutien.
- 25 janvier : Bossuet soutient sa première thèse, dite « tentative », en présence de Condé, ami de sa famille, à qui il l’avait dédiée[7].

### Février
- 10 février : La Rochefoucauld lève un régiment d’infanterie de son nom, son régiment de cavalerie ayant été licencié[8]. Dans son gouvernement du Poitou, où il réside par ordre de la reine, La Rochefoucauld soutient la cause de la cour et de Mazarin.
- 15 février : la reine Anne d’Autriche somme le Parlement de Paris de réponde à la question « le Parlement se croit-il en droit de limiter l’autorité du roi ? ». Celui-ci s’est arrogé le droit d’examiner à nouveau les lois enregistrées en lit de justice, empiétant ainsi sur le pouvoir législatif de la Couronne[9].

### Mars
- 13 mars :
  - Anne d’Autriche et Mazarin, irrités par les remontrances, mettent en vigueur des mesures vexatoires telles que la suppression des gages d’officiers ou celui de la Paulette[5]. Début de l'affaire de la Paulette.
  - rappel du comte d’Avaux[10]. Abel Servien est seul négociateur à Münster pour la France, il a pour l’aider à Osnabrück Henri Groulart de la Court.
- 18 mars : Condé est nommé commandant de l’armée de Flandre[11].

### Avril
- 21 avril : Antoine Le Camus devient contrôleur général des finances[12] ; Fouquet lui succède en mai comme intendant de la généralité de Paris[13].
- 23 avril : le diplomate Abel Servien est promu ministre d’État[12].
- 28 avril : le Parlement de Paris s’oppose aux mesures financières du gouvernement (retenue sur les gages des conseillers des cours souveraines)[5].
- 29 avril : arrivée à Paris de la nouvelle de l’arrestation du duc de Guise à l’issue de l’affaire de Naples[14].
- 30 avril : Anne d’Autriche fait paraître la déclaration du droit annuel. Cette loi accorde aux officiers le renouvellement du droit annuel ou Paulette, la taxe qui autorise l’hérédité des offices, à des conditions. Celles-ci portent sur le rachat de quatre années de gages. Le Parlement de Paris est exempté de ce rachat dans l’espoir de dissocier les Cours souveraines[15].

### Mai

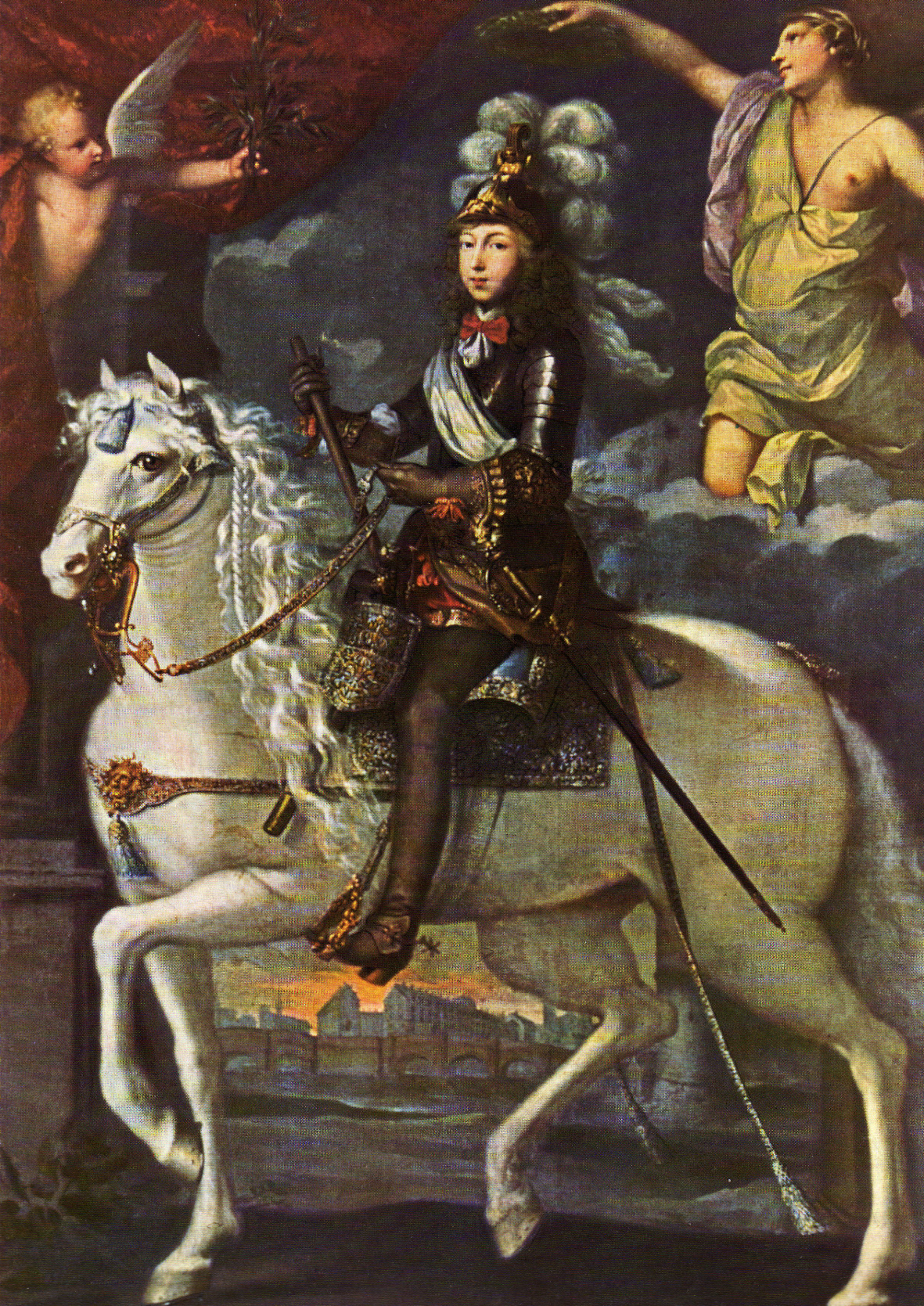
Louis XIV, 1648

- 4 mai : La Rochelle devient un évêché, par transfert du siège de Maillezais[16].
- 11 mai : baptême de Philippe Ier d’Orléans dans la chapelle du Palais-Royal. Sa tante Henriette Marie de France est sa marraine, son oncle Gaston son parrain[17]. Complicité entre l’oncle et le neveu ultérieurement.
- 13 mai :
  - sous l’influence de Gondi et de Broussel, le Parlement, le Grand Conseil, la chambre des comptes et la cour des aides se réunissent (arrêt d’union) pour tenter de limiter le pouvoir royal, et adoptent une déclaration visant à la réformation de l’État[18].
  - la mère Angélique retourne à Port-Royal des Champs avec 7 professes et 2 converses[19]. Elle y établit une stricte clôture dès le 16.
- 17 mai : victoire de Turenne à la bataille de Zusmarshausen[18].
- 18 mai : le Conseil décide la suppression du droit annuel. Autrement dit, Mazarin, premier ministre, prive les parlementaires du bénéfice de la Paulette, mesure très mal accueillie par tous les intéressés[20].
- 24 - 25 mai : trompé par le confesseur de Madame de Miramion, Bussy-Rabutin projette d’enlever cette jeune et riche veuve[21].
- 28 mai : Condé s’empare d’Ypres[18].
- 30 mai : la Sorbonne condamne les pratiques initiatiques du compagnonnage ouvrier[22].

### Juin
- 1er juin : le duc de Beaufort s’évade du château de Vincennes[18].
- 10 juin : arrêt du Conseil qui casse l’arrêt d’Union. Il est présenté au Parlement le 12 mai[23].
- 15 juin : les Cours souveraines répondent par la Déclaration de la Chambre Saint-Louis, ébauche d’une constitution en vingt-sept articles, demandant, en particulier, des garanties de la liberté individuelle, la vérification par le Parlement des levées d’impôts, l’abolition des monopoles, la suppression des intendants[24].
- 30 juin : trente-deux députés des cours souveraines parisiennes se réunissent dans la chambre Saint-Louis du palais de la Cité pour travailler à la réforme de l’État jusqu’au 10 juillet[24] Les magistrats mécontents publient un programme politique articulé en vingt-sept articles : abolition des intendances, des commissions extraordinaires et de l’évocation des affaires judiciaires par-devant les maîtres des requêtes, consentement à l’impôt des quatre cours souveraines, pas de créations d’offices nouveaux, pas d’atteinte au gages des officiers, réduction d’un quart des tailles, abolition des nouvelles redevances domaniales ou citadines comme le toisé, baisse des taux d’intérêts, création d’une Chambre de justice pour contrôler les financiers, etc.[20]

### Juillet
- 1er juillet : deuxième séance pour la mise en œuvre du programme de la Fronde Parlementaire. Article 3 à 6 : entre autres, il est décidé l’interdiction des arrestations non suivies de jugement au-delà de vingt-quatre heures[24].
- 4 juillet : arrêt du Parlement ordonnant la révocation des intendants[24].
- 8 juillet : le surintendant des finances Particelli d’Emery est limogé et remplacé par La Meillerais[25].
- 10 juillet : la Chambre Saint-Louis présente sa charte réformiste[26]. Mazarin et ses ministres, isolés (la force armée est aux frontières), se résignent à ratifier le renversement politique exigé, qui met fin au ministériat et à l’État absolutiste moderne, construit sur l’impôt.
- 13 juillet : les intendants sont supprimés à l’exception de ceux des provinces frontières, où leur compétence sera strictement militaire[24]. Broussel apparaît désormais comme « le chef de l’opposition parlementaire ».
- 18 juillet : 
  - par ordonnance royale, les 17 intendants provinciaux sont rappelés, les innovations fiscales révoquées, les fermes d’impôts suspendues[27]. Les recouvrements s’interrompent et le pouvoir dans les provinces passe aux mains des gouverneurs et magistrats locaux.
  - le Parlement enregistre deux déclarations. La première sur la révocation des intendants. La seconde décide la création d’une chambre de justice habilitée à rechercher et à punir les abus commis par les intendants et les partisans dans le domaine fiscal[28].
- 27 juillet : inauguration de l’église Sainte-Anne-la-Royale des théatins[29].
- 31 juillet : la reine interdit toute réunion du Parlement avec d’autres cours souveraines, mais lui accorde le renouvellement du droit annuel. Enregistrement, le même jour, en lit de justice, d’une déclaration royale qui entérine presque toutes les réformes voulues par la Chambre Saint-Louis[18],[30]. Dès le 1er août, la reine veut sévir et emprisonner les conseillers rebelles. Gaston d’Orléans la dissuade en l’assurant qu’il mettra au pas Broussel et les jeunes conseillers. Le vieux parlementaire, les présidents à mortier essaient de leur côté de gagner du temps jusqu’aux vacances parlementaires.

### Août

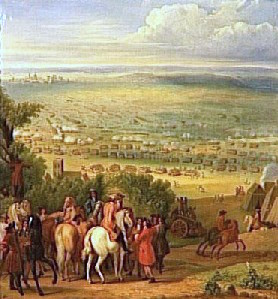
20 août : bataille de Lens

- 7 août : enlèvement de Madame de Miramion par les hommes de Bussy dans la montée vers le Mont Valérien juste après le pont de Saint-Cloud[31].
- 18 août : le Parlement prétend faire établir le Tarif ou la Pancarte (droit frappant les marchandises livrées à Paris) en exécution de son arrêt du 20 juillet par deux de ses conseillers. Le 20 août, Broussel et Ferrand, conseillers au Parlement, prétendent examiner les baux de la gabelle et des différentes fermes[32],[33].
- 20 août : bataille de Lens, victoire des troupes françaises menées par le Prince de Condé sur les troupes espagnoles dirigées par l’archiduc Léopold-Guillaume de Habsbourg, gouverneur général des Pays-Bas espagnols[34].
- 22 août : le Parlement, sur le conseil de Broussel, décide des poursuites contre les principaux traitants ou partisans : Catelan, Tabouret, Lefebvre et autres[32].
- 25 août : jour de la Saint-Louis. Le Conseil d’en haut (la régente, Monsieur, Mazarin, Séguier, Chavigny) décide l’arrestation de Broussel et de plusieurs autres magistrats[35]. Dans le climat tendu des débuts de la Fronde, Gondi, le futur cardinal de Retz, prononce le même jour, à l’église Saint-Paul, un sermon politique[36], très emporté et très séditieux », selon son secrétaire, Guy Joly. C’est le seul sermon qu’il publiera.
- 26 août : Te Deum à Notre-Dame de Paris en l’honneur de la victoire de Lens. Arrestation du président de Blancmesnil et du conseiller Broussel, opposants notoires à Mazarin. Agitation populaire dans la capitale[34]. Dans la nuit du 26 au 27, Gondi tient conseil avec le duc de Longueville et ses amis et décide de tout faire pour chasser le cardinal Mazarin du pouvoir[37].

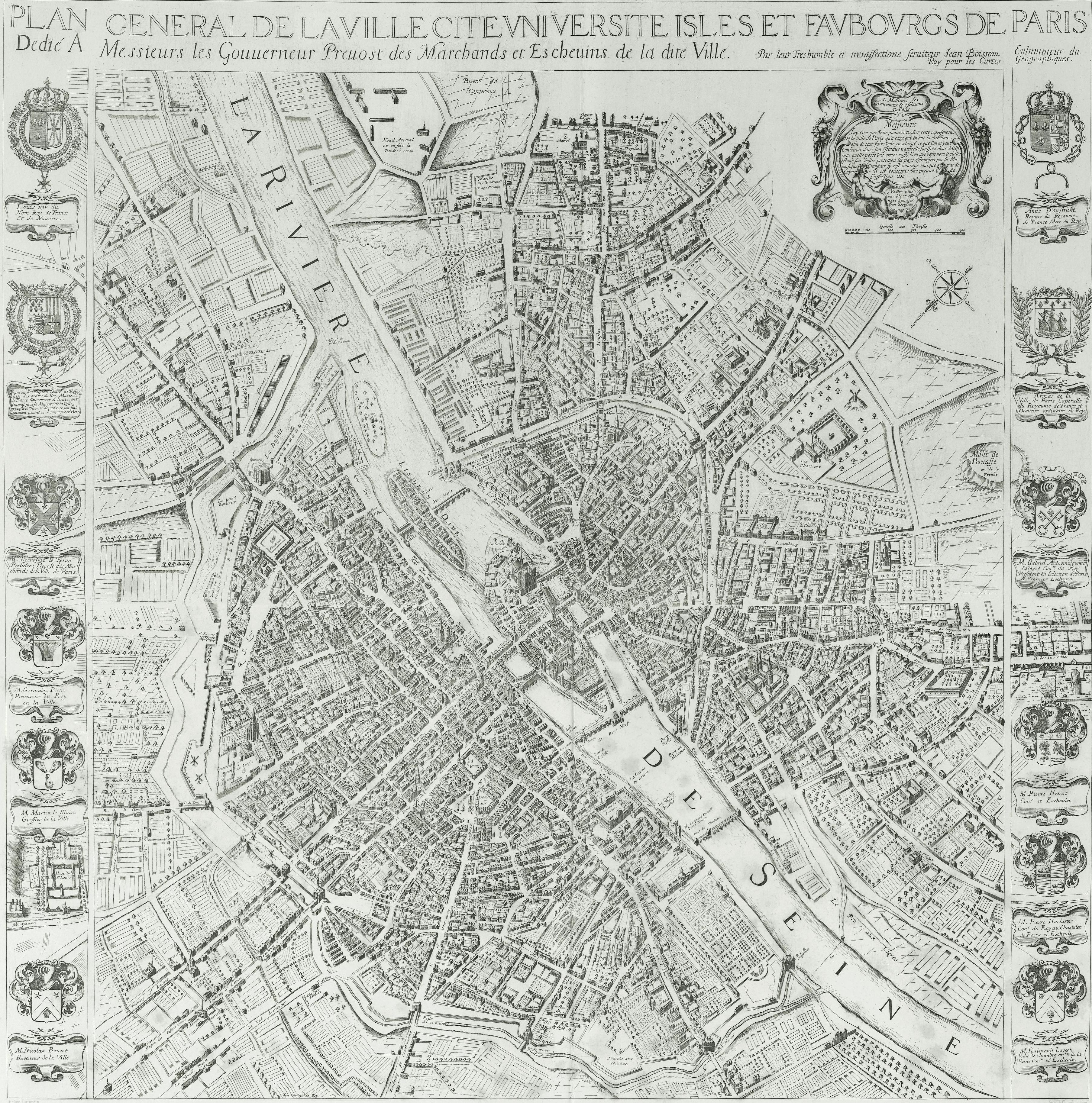
Plan de Paris en 1648.

- 27 août : journée des barricades à Paris[34]. Début de la Fronde parlementaire  (Gondi, Beaufort, Châteauneuf, Charton, Broussel…), soulèvement contre Anne d’Autriche et Mazarin. Conduit par le premier président Molé, le Parlement se rend au Palais-Royal pour réclamer la libération de Broussel, "le père du peuple". Comme il n’a rien obtenu, la population le contraint, sous la menace, à une nouvelle démarche. L’insurrection gagne la rive gauche. Blancmesnil est libéré le 27 au soir, Broussel le lendemain matin[38].

### Septembre
- 7 septembre : Mlle d’Épernon, qui ne veut pas épouser Casimir, roi de Pologne se réfugie au couvent des Carmélites de Bourges[39]. Mademoiselle lui écrit pour lui suggérer de choisir au moins une autre maison.
- 13 septembre : la famille royale quitte Paris pour Rueil, propriété de la duchesse d’Aiguillon, puis pour Saint-Germain-en-Laye[34]. Le prétexte pris est plausible, c’est à cette époque que l’on faisait habituellement procéder au nettoyage du Palais-Royal, « comme il était d’usage pour les résidences royales »[40].
- 18 septembre : arrestation du comte de Chavigny et exil en Berry du marquis de Châteauneuf, garde des Sceaux[41].
- 19 septembre : expérience réalisée en répétition de celle de 1646, par Florin Périer, beau-frère de Blaise Pascal, au sommet du Puy-de-Dôme mettant en évidence la pression atmosphérique[42].
- 22 septembre :
  - arrivé à Paris le 20 septembre, Condé rejoint la reine, ses enfants et Mazarin à Ruel[43].
  - le Parlement somme la reine de ramener le roi à Paris, et les Princes de reprendre place à la Grand Chambre du Parlement[44].
- 23 septembre : le Parlement ordonne la mise en état de la défense de Paris[45].
- 25 septembre - 4 octobre : conférences de Saint-Germain entre les représentants de la Cour et une délégation parlementaire ; elles parviennent à un accommodement entre les parties[44].
- Septembre : Bossuet est ordonné sous-diacre à Langres. Au cours de sa retraite, il écrit la Méditation sur la brièveté de la vie. Il commence à prêcher, à Metz et à Paris, en particulier pour la Confrérie du Rosaire dont il a été nommé directeur par Nicolas Cornet.

### Octobre
- 14 octobre : émeute des cabaretiers et des marchands de vin parisiens qui envahissent le Palais pour réclamer aux parlementaires l’abaissement des droits sur les vins[44].
- 22 octobre : la reine signe une déclaration rejoignant de façon atténuée le texte des vingt-sept articles[46]. Elle est enregistrée 24 octobre. Elle vise à donner le pouvoir d’un Parlement de régime parlementaire à un Parlement qui n’est pas élu. Les ordonnances du 22 octobre 1648 sont, entre autres très protectionnistes puisqu’elles prohibent l’entrée en France de marchandises étrangères[47].

- 24 octobre : 

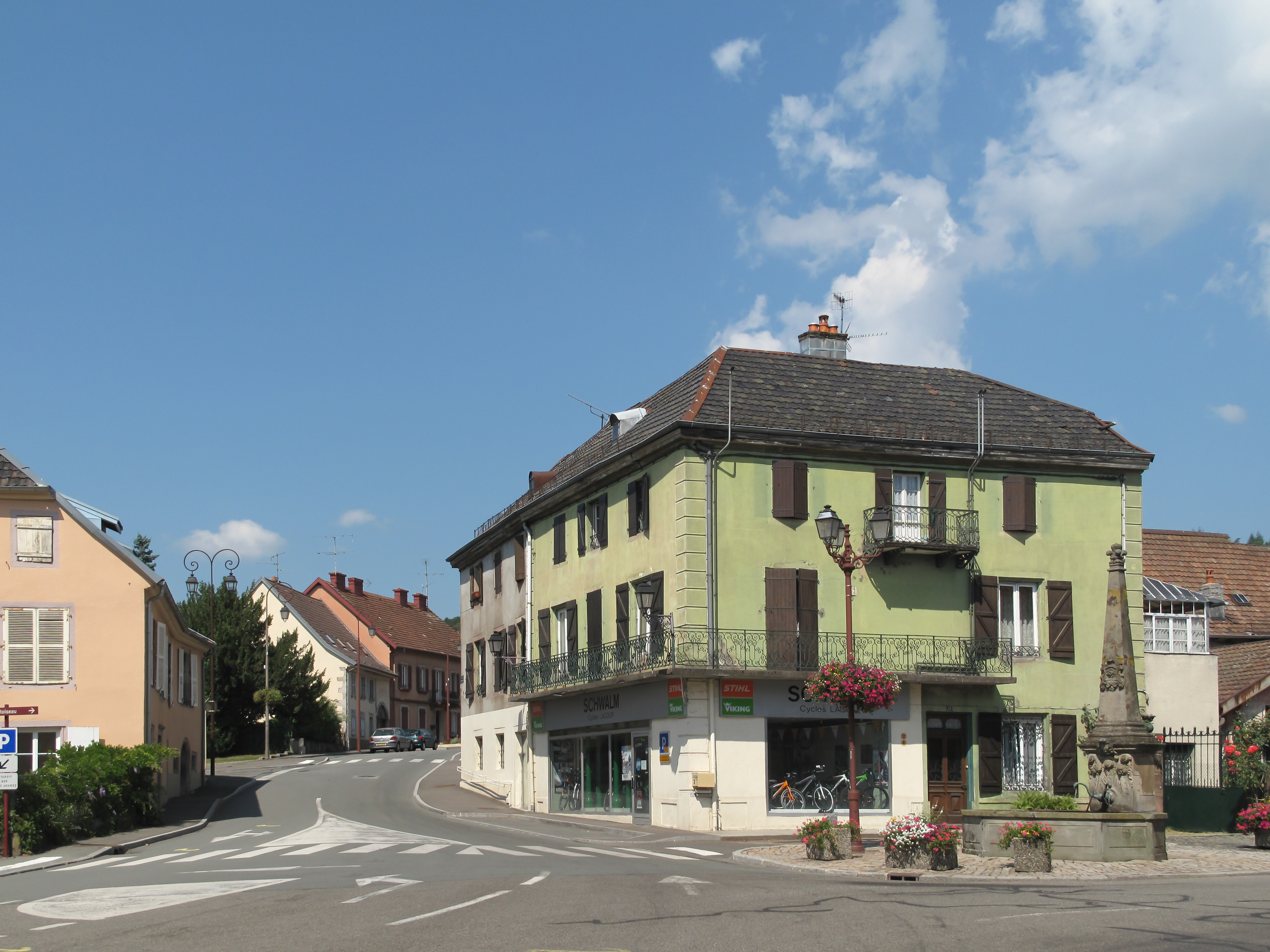
24 octobre : Giromagny, monument commémoratif de la réunion de l'Alsace à la France en 1648

  - paix de Westphalie. La France gagne Pignerol, les Trois-Évêchés et l’Alsace sauf Strasbourg et Mulhouse[48].
  - enregistrement de la déclaration royale qui confirme celle du 31 juillet[46]. Le Parlement devient le pouvoir prépondérant dans l’État.
- 31 octobre : le roi revient à Paris avec la reine[45]. Après le retour de la cour à Paris et la capitulation de Mazarin devant la Fronde (déclaration du 24 octobre), le Coadjuteur ne cesse d’ourdir des intrigues complexes tendant toutes au même but : renverser Mazarin.

### Novembre
- 23 novembre rentrée du Parlement (la date officielle est pour la Saint-Martin, le 11 novembre)[49].

### Décembre
- 6 décembre : Colbert devient conseiller du roi par lettres patentes ; il prête serment le 9 décembre[50].
- Vers le 9 décembre : La Rochefoucauld, le mémorialiste regagne Paris[51]. Il abandonne le cardinal Mazarin pour le camp des Frondeurs, et s’attache au parti de Condé, et devient l’un des principaux partisans de la révolte par son influence sur la duchesse de Longueville.